# Montebello/Commerce (Metrolink)
La  Estación Montebello/Commerce (en inglés: Montebello/Commerce station) es una estación de tren regional de la línea Riverside de Metrolink en Montebello, California, área regional de Los Ángeles en Estados Unidos. 

## Descripción
La estación Metrolink fue inaugurada el 14 de junio de 1993 con servicio de la línea Riverside. Cuenta con un andén de plataforma lateral un andén de plataforma central. Con 267 aparcamientos. La estación es propiedad de la ciudad de Montebello. Plan anunciado para mover la estación más al oeste de su lugar actual, más próxima al almacén Citadel Outlets. 

## Servicio
La estación Montebello/Commerce recibe el servicio de la línea Riverside, son 11 trenes entre semana (6 para el oeste y 5 para el este). No hay servicio de la línea Riverside los fines de semana. La línea corre de Oeste en Los Ángeles y terminal en Riverside en el este.

## Conexiones
- Los Ángeles Metro bus - ruta: 18 y 66
- Montebello bus Lines - ruta: 70
- Montebello bus Link

## Lugares de interés
- Citadel Outlets